# Jessy Atila
Jessy Atila (* 17. Februar 1987 in Löwen als Jessy Torreele) ist eine belgische Fußballspielerin. Die Abwehrspielerin spielt für den deutschen Regionalligisten Herforder SV.

## Karriere
Torreele spielte in der höchsten Fußballliga Belgiens, der Eerste Klasse, für den KFC Rapide Wezemaal und dessen Nachfolger VV St. Truiden, wo sie fünf Mal die Meisterschaft gewann. Zur Saison 2010/2011 wechselte sie nach Deutschland zum Bundesligaaufsteiger Herforder SV.
2011 pausierte Atila wegen ihrer Schwangerschaft. Ab 2014 spielte zunächst in der zweiten Mannschaft des Herforder SV in der Westfalenliga. Zur Saison 2015/2016 kehrte sie in den Kader der ersten Mannschaft, nun in der 2. Bundesliga, zurück.
2010 gehörte sie zum Kader der belgischen Nationalmannschaft und kam in zwei Partien zum Einsatz.

## Erfolge
- Belgischer Meister: 2004, 2005, 2006, 2007, 2010
- Belgischer Pokalsieger: 2003, 2004, 2007
- Belgischer Superpokalsieger: 2005